# Thomisus kitamurai
Thomisus kitamurai är en spindelart som beskrevs av Nakatsudi 1943. Thomisus kitamurai ingår i släktet Thomisus och familjen krabbspindlar. Inga underarter finns listade i Catalogue of Life.